# إيفان كوروين
إيفان كوروين (بالإنجليزية: Ivan Corwin)‏ هو رياضياتي أمريكي، ولد في 24 مايو 1984 في بكبسي في الولايات المتحدة.